# Вільнюський провулок (Київ)
Вільню́ський прову́лок — зниклий провулок, що існував у  Дарницькому районі міста Києва, місцевість Ліски. Пролягав від Сновської вулиці до вулиці Станюковича. 

## Історія
Виник у середині XX століття під назвою Нова вулиця. Назву Вільнюський провулок отримав 1955 року. 
Ліквідований 1977 року.